# Rosina (Eslováquia)
Rosina (em húngaro: Harmatos) é um município da Eslováquia, situado no distrito de Žilina, na região de Žilina. Tem 7,32 km² de área e sua população em 2018 foi estimada em 3.242 habitantes.

## Demografia
| Ano:        | 1994 | 2004   | 2014   | 2024   |
| ----------- | ---- | ------ | ------ | ------ |
| Broj ljudi: | 2617 | 2854   | 3116   | 3374   |
| Razlika:    |      | +9,05% | +9,18% | +8,27% |

| Ano:               | 2023 | 2024   |
| ------------------ | ---- | ------ |
| Número de pessoas: | 3382 | 3374   |
| Diferença:         |      | -0,23% |